# Neottiura curvimana
Neottiura curvimana är en spindelart som först beskrevs av Simon 1914.  Neottiura curvimana ingår i släktet Neottiura och familjen klotspindlar. Inga underarter finns listade i Catalogue of Life.